# Asno
O asno (nome científico: Equus africanus asinus) é uma subespécie doméstica do asno-selvagem-africano. É um mamífero perissodáctilo da família Equidae, cujo nome popular é jumento, jegue, jerico, burro ou asno-doméstico. De tamanho médio (conforme a raça), focinho e orelhas compridas, é utilizado desde a Pré-história como animal de carga. Os ancestrais selvagens dos asnos foram domesticados por volta de 5 000 a.C., praticamente ao mesmo tempo que os cavalos, e, desde então, têm sido utilizados pelos homens como animais de carga e montaria.
Os asnos estão classificados na ordem dos perissodáctilos e na família Equidae, à qual também pertencem os cavalos, pertencendo ambos a um único gênero, os equídeos (Equus).
No Brasil, o termo "burro" pode por vezes designar, não a subespécie Equus africanus asinus, mas o cruzamento entre essa espécie e a Equus ferus caballus (cavalo) quando resulta num animal de gênero macho. Esses híbridos são designados em Portugal como "macho" no caso do gênero ser masculino e "mula" se feminino.

## Origens

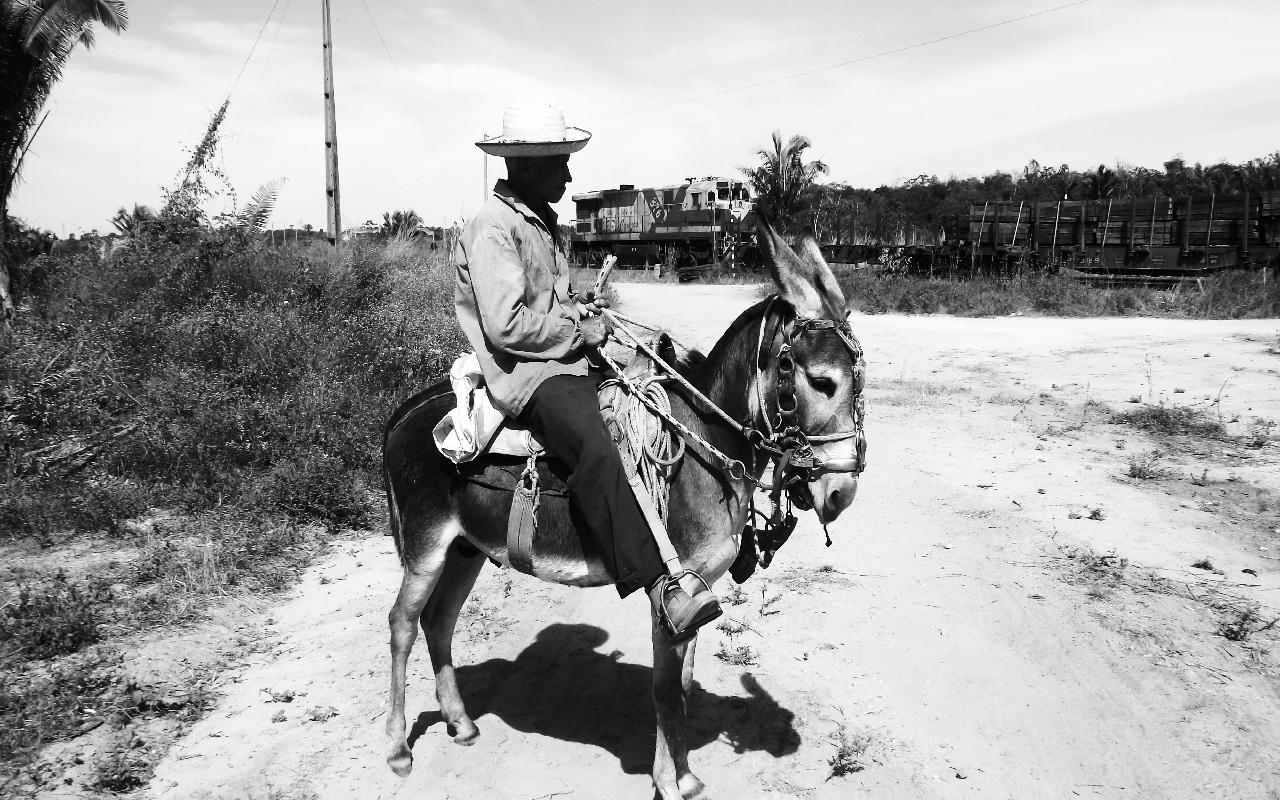
Camponês no interior do estado do Maranhão, no Brasil, usando um jumento como meio de transporte

Sua origem está ligada à Abissínia, onde era conhecido como onagro ou burro-selvagem. O burro é, desde tempos remotos, simultaneamente utilizado no meio rural para auxiliar nas tarefas agrícolas e para transporte.
Há séculos que é feito o cruzamento entre asno e cavalo, de que resulta um híbrido denominado muar ou mu, com características de ambas as raças: robustez, capacidade de adaptação a caminhos acidentados e a meio ambiente adverso, docilidade; pernas mais longas e, portanto, maior velocidade, maior facilidade de treino.

## Etimologia

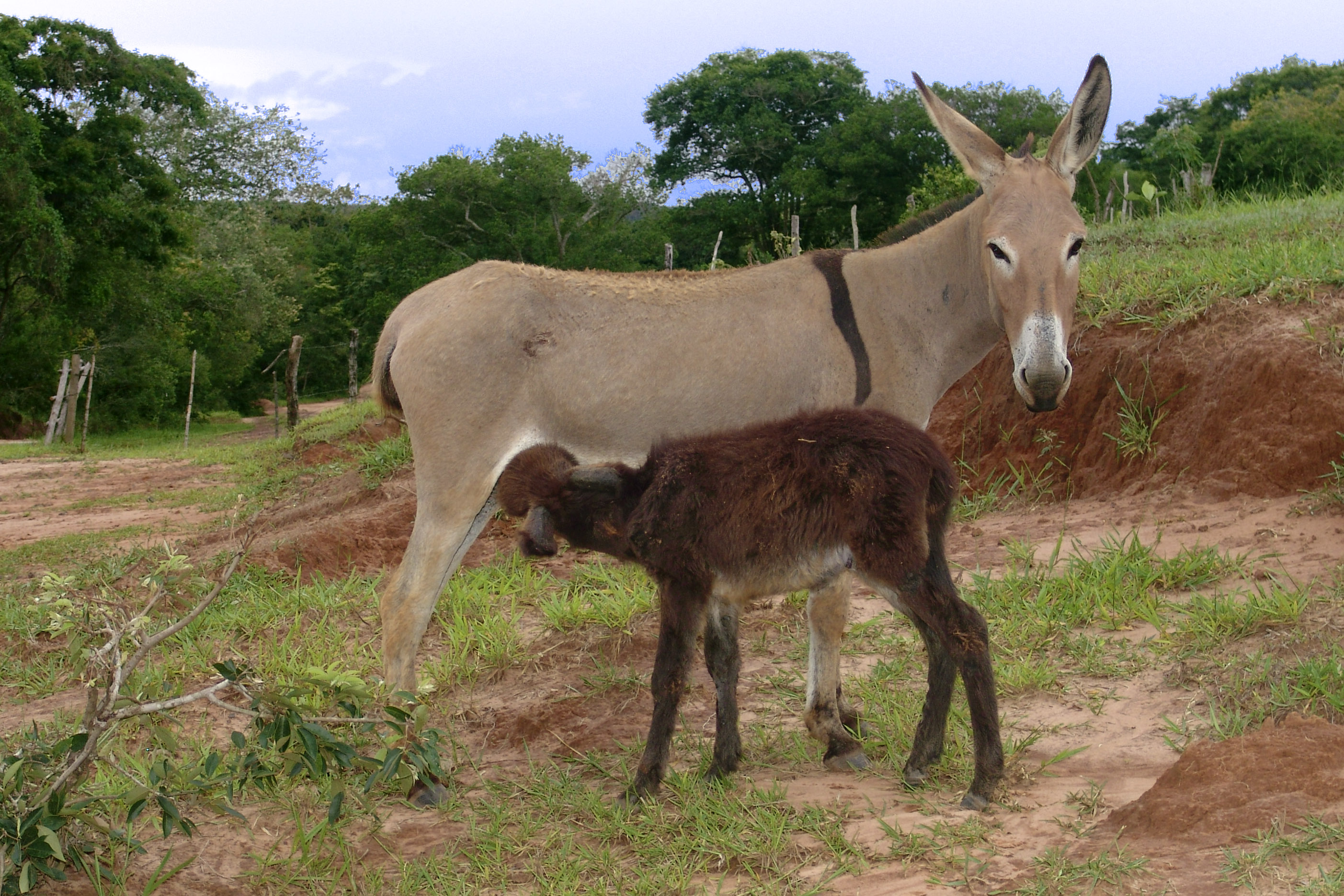
Burra amamentando filhote

A palavra "asno" é derivada do termo que designa esse animal em latim, asinu, e que também é usada em seu nome científico para designar a subespécie doméstica. Os termos, também latinos, que designam seu gênero e espécie, Equus africanus, significam, literalmente, "cavalo africano".
As palavras "burro" e "burrico", por sua vez, são derivações regressivas do latim burricus, que significa "pequeno cavalo".
A origem do termo "jegue" é controversa, mas, segundo algumas fontes, tem origem no termo inglês jackass. Jackass foi formado de duas palavras: (1) jack, aqui servindo apenas para indicar o sexo masculino do animal (Jack é apelido ou diminutivo de John e serve para designar um homem qualquer); (2) ass, burro.

### Ofensa
Em Portugal, Angola e Moçambique, tal como no Brasil, chamar burro a alguém é uma ofensa. Um indivíduo burro é um indivíduo pouco inteligente, estúpido, teimoso, ignorante, com pouco entendimento, sem conhecimento geral nem criatividade. No Brasil, é famosa a expressão ideia de jerico, sendo "jerico" um regionalismo para burro, também usado em Portugal.

## Híbridos de asno
Um burro pode ser cruzado com uma égua para produzir uma mula. Um cavalo macho pode ser cruzado com uma jumenta para produzir um bardoto. Híbridos de burro-cavalo são quase sempre estéreis porque os cavalos têm 64 cromossomos, enquanto os burros têm 62, produzindo descendentes com 63 cromossomos. Mulas são muito mais comuns do que bardotos. Acredita-se que isso seja causado por dois fatores, sendo o primeiro comprovado em híbridos de gatos, que quando a contagem de cromossomos do macho é maior, as taxas de fertilidade caem.
Kunga, um importante animal usado em batalha há milhares de anos, é provavelmente o primeiro exemplo de engenharia humana de animais. Eles eram altamente valorizados e muito caros. Kunga foi o primeiro animal híbrido identificado.  Kunga foi criado a partir de jumentas e jumentos selvagens sírios há 4.500 anos.

## Referências na literatura

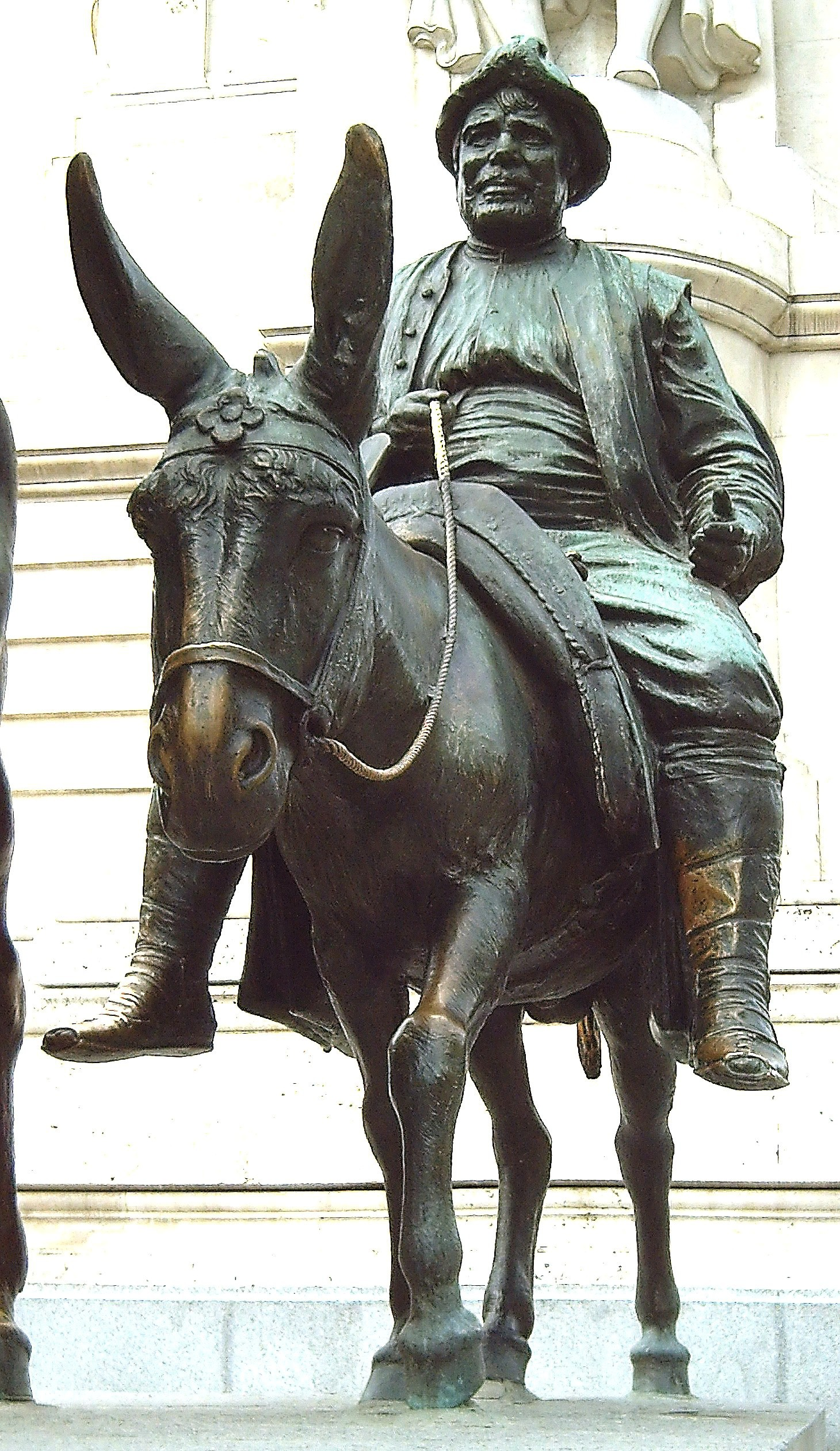
Monumento Cervantes na Praça de Espanha de Madri, representado Sancho Pança e seu asno